# Raban Spiegel von und zu Peckelsheim

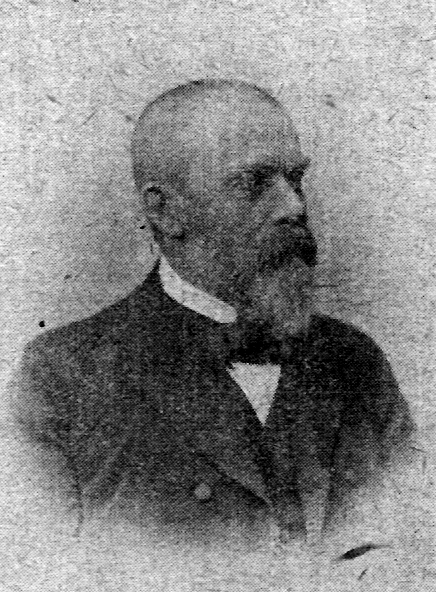
Raban Freiherr Spiegel von und zu Peckelsheim um 1890

Raban Ernst Aloys Freiherr Spiegel von und zu Peckelsheim (* 21. Juni 1841 in Helmern; † 10. Mai 1906 ebenda) war ein westfälischer Rittergutsbesitzer, Verwaltungsbeamter und Parlamentarier.

## Leben
Raban Spiegel von und zu Peckelsheim wurde geboren als Sohn des Rittergutsbesitzers und Landrats Adolf von Spiegel zu Peckelsheim und der Auguste geb. von Amelunxen. Nach dem Besuch des Gymnasiums in Arnsberg und Paderborn und einem Kursus bei der Oberförsterei in Wünnenberg studierte an der Georg-August-Universität Göttingen, der Rheinischen Friedrich-Wilhelms-Universität Bonn und der Friedrich-Wilhelms-Universität Berlin Rechts- und Kameralwissenschaften. 1861 wurde er Mitglied des Corps Saxonia Göttingen. 1862 schloss er sich dem Corps Borussia Bonn. 1864 bestand er die Prüfung zum Auskultator am Appellationsgericht Paderborn, 1866 zum Gerichtsreferendar am Appellationsgericht Paderborn und 1867 zum Regierungsreferendar bei der Regierung in Münster.
1868 wechselte er zur Regierung in Minden. 1869 wurde er als Rittergutsbesitzer in direkter Nachfolge zu seinem Vater Landrat des Kreises Warburg. Während des Kulturkampfes wurde er in den einstweiligen Ruhestand versetzt. 1885 wurde er zum Kreisdeputierten des Kreises Warburg gewählt. Nachdem er bereits ab 1885 die kommunale Verwaltung des Landratsamtes Warburg innegehabt hatte, wurde er 1887 abermals zum Landrat des Kreises Warburg gewählt. Das Amt bekleidete er bis zu seinem Tod.
Spiegel von und zu Peckelsheim war Mitglied des Westfälischen Provinziallandtags und stellvertretendes Mitglied des Provinzialausschusses sowie Vorsitzender des landwirtschaftlichen Kreisvereins. Er war Teilnehmer am Deutschen Krieg und Deutsch-Französischen Krieg.

## Familie
Spiegel war in erster Ehe mit Maria Gräfin Mengersen verheiratet. Aus der Ehe stammen die Tochter Elisabeth (1874–1950) und der Sohn Joseph (1878–1949), verheiratet mit Gertrut von Amelunxen. Aus dieser Ehe entstammen die Enkeltöchter Aloysia Jenny Maria Wilhelmine (1910–1993), verheiratet mit Karl Wilhelm Clemens Joseph Reichsgraf von  Westphalen zu Fürstenberg, und Regina (1926–1969), verheiratet mit Manfred Freiherr von Landsberg-Velen.
Raban Graf von Westphalen (Politikwissenschaftler) ist ein Urenkel von Raban Spiegel von und zu Peckelsheim, der in zweiter Ehe mit Gerlinde Gräfin von Westphalen (geb. Sommer) verheiratet ist.
Der Landrat Hugo von Brackel war sein Schwager.

## Auszeichnungen
- Ehrentitel Erblandmarschall des Fürstentums Paderborn
- Ernennung zum Geheimen Regierungsrat
- Landwehrdienstauszeichnung 2. Klasse
- Kronenorden 3. Klasse
- Roter Adlerorden 4. Klasse